# Willem Buiter

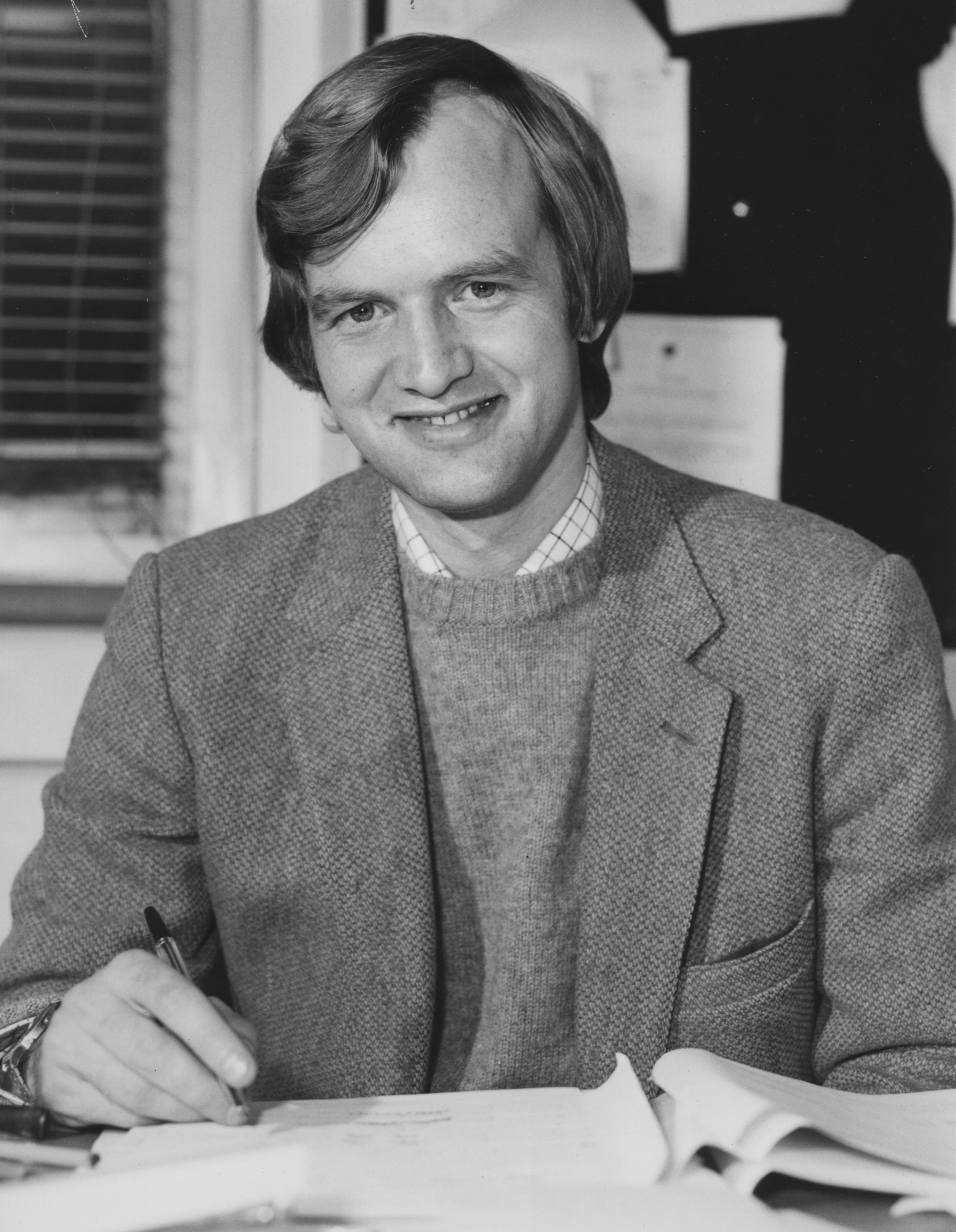
Willem Buiter in 1984

Willem Hendrik Buiter (Den Haag, 26 september 1949) is een Britse econoom van Nederlandse afkomst. Hij is een zoon van Harm Buiter, de voormalige burgemeester van Groningen. Hij is in het bezit van zowel de Britse als de Amerikaanse nationaliteit.
Willem Buiter bracht zijn middelbareschooltijd door op de Europese school in Brussel, waar hij in 1967 het Europees baccalaureaat verwierf. Hij studeerde een jaar aan de Universiteit van Amsterdam en daarna vanaf 1968 aan de Universiteit van Cambridge. Hij promoveerde in 1975 aan de Yale-universiteit op het proefschrift Temporary Equilibrium and Long-Run Equilibrium. In 1995 ontving Buiter de Dr. Hendrik Muller Prijs. Hij is als onderzoeker, docent en hoogleraar verbonden geweest aan de universiteiten van Princeton, Bristol, Cambridge en Yale en de London School of Economics. Sinds januari 2010 is hij de hoofdeconoom van de Amerikaanse bank Citigroup.
Van 1997 tot 2000 was Buiter lid van het Monetary Policy Committee van de Bank of England, dat besluit over de rentestand in het Verenigd Koninkrijk. Tussen 2005 en 2007 was hij lid van de Raad van Economisch Adviseurs van de Tweede Kamer. Van oktober 2007 tot december 2009 schreef hij het populaire en invloedrijke weblog Maverecon op de website van de Britse krant Financial Times.